# Svarttjärnen (Ore socken, Dalarna, 678846-148154)
Svarttjärnen är en sjö i Rättviks kommun i Dalarna och ingår i Dalälvens huvudavrinningsområde.